# Reshad de Gerus
Reshad de Gerus (Sainte-Marie, 1 de julho de 2003), é um automobilista francês.

## Carreira

### Campeonato de Fórmula 3 da FIA
Em 13 de fevereiro de 2021, foi anunciado que de Gerus havia sido contratado pela equipe Charouz Racing System para a disputa do Campeonato de Fórmula 3 da FIA de 2021.